# Wendelinus-Kapelle (Saarfels)

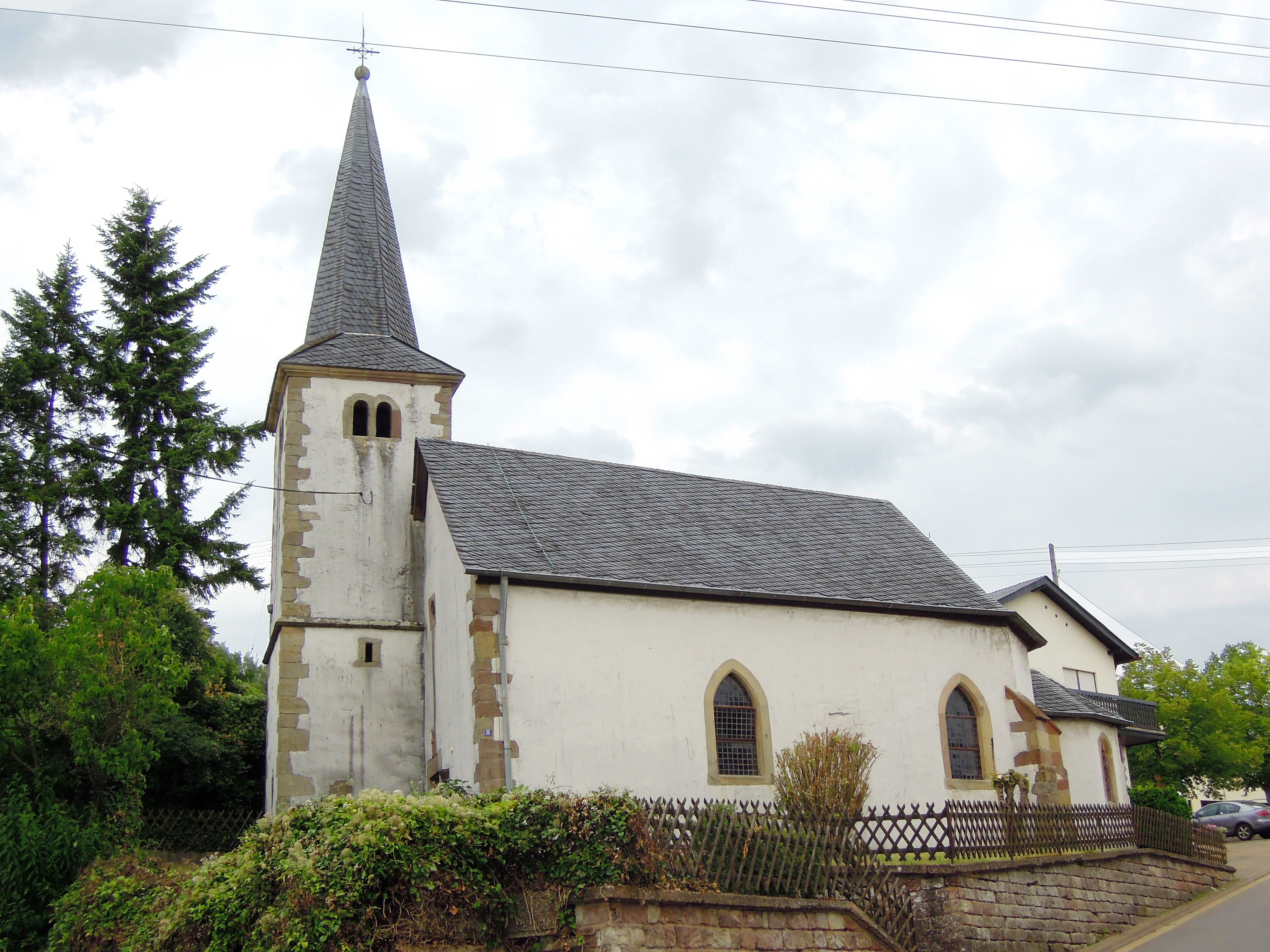
St. Wendalinus

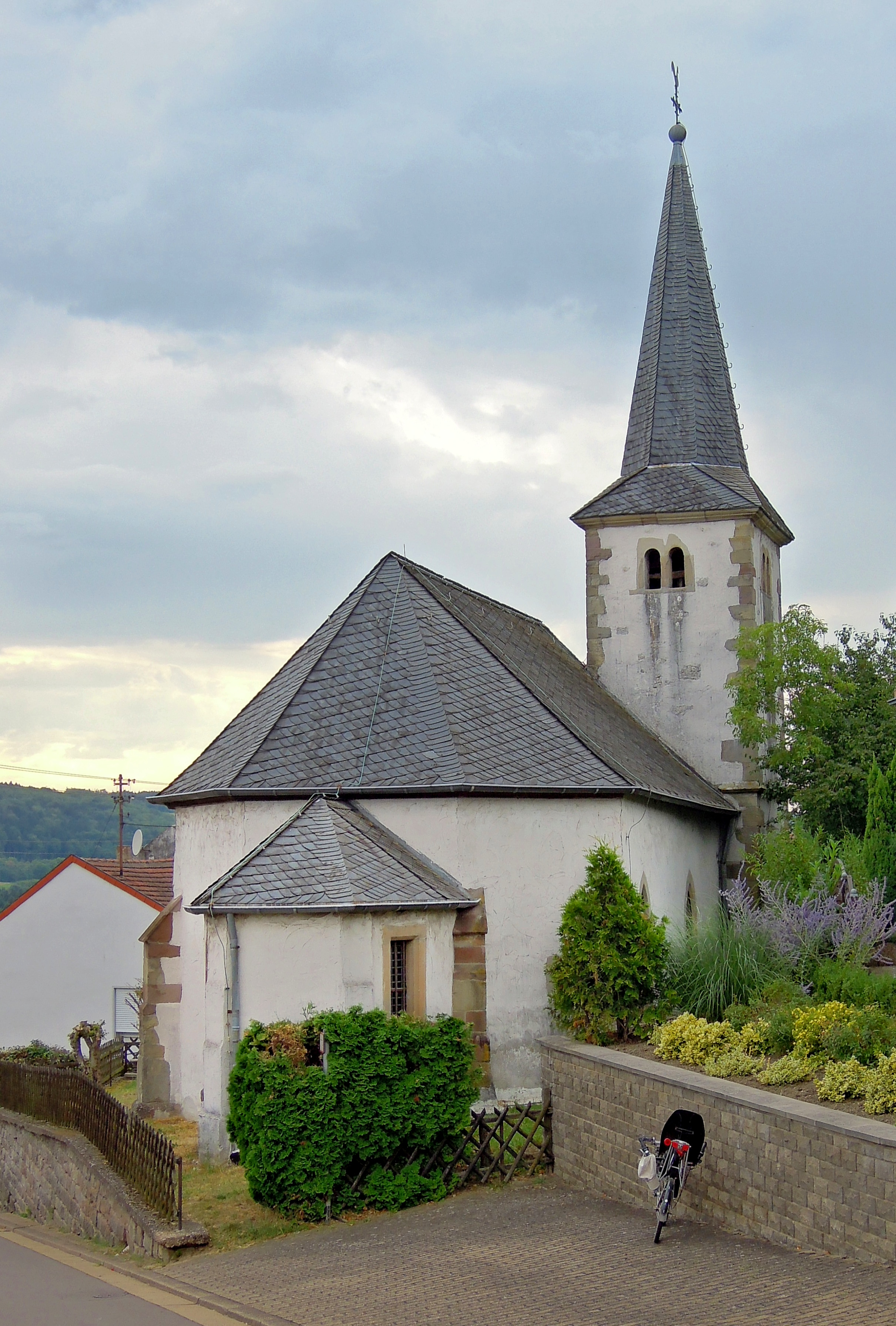
Rückansicht mit Chor

Die Wendelinuskapelle, früher St. Barbara, ist eine römisch-katholische Kapelle und ehemalige Filialkirche im Ortsteil Saarfels der saarländischen Gemeinde Beckingen. Sie steht als Einzeldenkmal unter Denkmalschutz.

## Geschichte
Der ursprüngliche Bau stammt aus dem 15. Jahrhundert und war Jagdkapelle des Deutschherrenordens in Beckingen, sein Turm ist wohl romanisch. Im Jahr 1821 wurden Restaurierungsarbeiten durchgeführt und ein umfassender Umbau vorgenommen. 1929 und 1955 wurde das Gebäude restauriert.

## Architektur
Der anspruchslose Saalbau aus dem 15. Jahrhundert besitzt einen Chor mit ⅝-Schluss und Kreuzrippengewölbe. Kreuz und Datum „1821“ über dem Sturz des Westportals bezeugen das Datum des Umbaus. Das Portal liegt neben einem Turm, der leicht asymmetrisch in den Westgiebel geschoben wurde. Eckquaderungen schmücken die Portalseite und den Turm, einfaches Strebewerk stützt die Längsseiten, die je zwei spitzbogige Fenster aufweisen. Im Chorraum ist ein Fenster mit Maßwerk erhalten, ein weiteres ist hochrechteckig und einfach ausgeführt.

## Ausstattung
Zur Kirchenausstattung gehört eine Wendelinus-Figur. Außerdem wurde eine ehemalige Strebepfeilerbekrönung mit dem stark verwitterten Relief „Mann mit Rebstock“ in das Innere versetzt, außerdem ein stark verwittertes Relief mit einer Kreuzigungsgruppe. Der neugotische Hochaltar steht auf einem Holzpodest und wurde aus Holz gefertigt. In den drei Nischen befinden sich Holzfiguren. In einer mit Maßblendwerk geschmückten Nische im Chor befindet sich außerdem ein Reliquiar. In zwei spitzbogigen Nischen seitlich des Chorbogens stehen eine Muttergottes- und eine Christus-Statue.